# Argynnis anadyomene
Argynnis anadyomene är en fjärilsart som beskrevs av Felder 1861. Argynnis anadyomene ingår i släktet Argynnis och familjen praktfjärilar. Inga underarter finns listade i Catalogue of Life.